# The Hunt (The Twilight Zone)
"The Hunt" is een aflevering van de Amerikaanse televisieserie The Twilight Zone. Het scenario werd geschreven door Earl Hamner, Jr..

## Plot

### Opening
An old man and a hound named Rip, off for an evening's pleasure in quest of raccoon. Usually, these evenings end with one tired old man, one battle-scarred hound dog, and one or more extremely dead raccoons; but as you may suspect, that will not be the case tonight. These hunters won't be coming home from the hill. They're headed for the backwoods of the Twilight Zone.
— Rod Serling

### Verhaal
Hyder Simpson woont met zijn vrouw en zijn hond Rip in de bossen. Mrs. Simpson wil niet dat de hond in huis wordt toegelaten, maar Rip heeft ooit Hyders leven gered en hij wil daarom geen moment van Rips zijde wijken.
Die avond wil Hyder gaan jagen. Zijn vrouw heeft echter een voorteken gezien en adviseert hem niet te gaan. Hyder gaat echter toch. Al snel vinden hij en Rip een wasbeer. Het dier vlucht een vijvertje in en Rip duikt erachteraan. Bang dat Rip zal verdrinken, duikt Hyder ook in de vijver. Na een tijdje komt de wasbeer weer boven water, maar van Hyder en Rip ontbreekt ieder spoor.
De volgende dag ontwaakt Hyder naast de vijver samen met Rip. Hij gaat naar huis, maar ontdekt dat niemand hem kan zien of horen. Ook lijkt iedereen om hem heen te denken dat Hyder dood is. Verdwaasd verlaat Hyder het huis en loopt tegen een hek op dat hij nog nooit eerder heeft gezien. Wanneer hij het hek volgt, komt hij bij een poort. De poortwachter vertelt Hyder dat hij via de poort de Elyzeese velden kan betreden, maar dat Rip niet toegelaten wordt. Boos dat zijn hond niet mee mag weigert Hyder de poort binnen te gaan en loopt verder langs de “weg van de eeuwigheid”.
Na een tijdje komen ze een engel tegen wiens taak het is hen naar de hemel te brengen. De engel vertelt Hyder dat hij de juiste keuze heeft gemaakt: de poort die hij zag was in werkelijkheid een poort naar de hel. De reden dat Rip niet mee mocht is omdat mensen wel te misleiden zijn, maar honden niet omdat ze de zwavel van de hel vroegtijdig ruiken. De engel neemt Hyder en Rip mee en verzekert Hyder dat zijn vrouw, die ook spoedig zal komen, geen problemen zal hebben met de duivel.

### Slot
Travellers to unknown regions would be well-advised to take along the family dog. He could just save you from entering the wrong gate. At least, it happened that way once—in a mountainous area of the Twilight Zone.
— Rod Serling

## Rolverdeling
- Hyder Simpson: Arthur Hunnicut
- Rachel Simpson: Jeanette Nolan
- Wesley Miller: Titus Moede
- Tillman Miller: Orville Sherman
- Eerwaarde Wood: Charles Seel
- Poortwachter: Robert Foulk
- Boodschapper: Dexter Dupont

## Trivia
- Deze aflevering vertoont overeenkomsten met een verhaal uit de Mahabharata.
- De aflevering staat op volume 25 van de dvd-reeks.